# Seznam skladatelů vážné hudby, S
Seznam skladatelů vážné hudby podle abecedy:
A – B –
C – Č –
D – E – 
F – G –
H – Ch –
I – J –
K – L –
M – N –
O – P –
Q – R –
Ř – S –
Š – T –
U – V –
W – X –
Y – Z –
Ž

## Sa
- Louis Victor Saar (1868–1937)
- Kaija Saariahová (1952)
- Bernardo Sabadini (16??–1718)
- Nicola Sabatino (1708–1796)
- Nicola Sabini (1675–1705)
- Emin Sabitoglu (1937–2001)
- Jean Granouilhet Sabliéres (1627–1700)
- Nicolas Saboly (1614–1675)
- Wadih Sabra (1876–1952)
- Peter Sacco (1928–2000)
- Salvatore Sacco (1572–1622)
- Antonio Sacchini (1730–1786)
- Francesco Sacrati (1605–1650)
- Yitzak Sadai (1935)
- Sadi Isilay (1899–1969)
- Pedro Saenz (1915–1995)
- Harald Saeverud (1897–1992)
- Lujo Safranek-Kavic (1882–1940)
- Dimitar Sagaev (1915–2003)
- Julio Sagreras (1933–1995)
- Louis Saguer (1907–1991)
- Stellan Sagvik (1952)
- Michael Sahl (1934)
- Hans Sachs (1494–1576)
- Marie Elisabeth von Sachsen-Meiningen (1853–1923)
- Lauri Saikkola (1906–1995)
- Lionel Sainsbury (1958)
- Louis Joseph Saint-Amans (1749–1820)
- Monsieur de Sainte-Colombe (1640–1700)
- Chevalier Joseph Boulogne de Saint-Georges (1739–1799)
- Léon de Saint-Lubin (1805–1850)
- Jacques de Saint-Luc (1616–1710)
- Leonce de Saint-Martin (1886–1954)
- Philip Sainton (1891–1967)
- Huon de Saint-Quentin (1200–?)
- Camille Saint-Saëns (1835–1921)
- Eduardo Sainz de la Maza (1903–1982)
- Regino Sainz de la Maza (1896–1981)
- Nicola Sala (1713–1801)
- Vilnis Salaks (1939)
- Charles Salaman (1814–1901)
- Antonio de Salazar (1650–1715)
- Juan Garcia de Salazar (1639–1710)
- Baltazar Saldoni (1807–1889)
- Pietro Pompeo Sales (1729–1797)
- Antonio Salieri (1750–1825)
- Girolamo Salieri (1794–1838)
- Arturo Salinas (1955)
- Aulis Sallinen (1935)
- Erkki Salmenhaara (1941–2002)
- Franz Salmhofer (1900–1975)
- Karel Salmon (1897–1974)
- Siegried Saloman (1816–1889)
- Johann Peter Salomon (1745–1815)
- Siegfried Salomon (1885–1962)
- Esa-Pekka Salonen (1958)
- Sulo Salonen (1899–1976)
- Paolo Salulini (1709–1780)
- Tadeáš Salva (1937–1995)
- Matilde Salvador (1918–2007)
- Giovanni Salvatore (1615–1688)
- Gaston Salvayre (1847–1916)
- Carlos Salzedo (1885–1961)
- Leonard Salzedo (1921–2000)
- Eric Salzman (1933–2017)
- Spyridon Samaras (1861–1917)
- Gustave Samazeuilh (1877–1967)
- Lazare Saminsky (1882–1959)
- Kjell Samkopf (1952)
- Giovanni Battista Sammartini (1700–1775)
- Giuseppe Sammartini (1695–1750)
- Albert Sammons (1886–1957)
- David Sampson (1951)
- Boris Samsing (1943)
- Adolphe Samuel (1824–1898)
- Léopold Samuel (1883–1975)
- Eugéne Samuel-Holeman (1863–1942)
- Marcel Samuel-Rousseau (1882–1955)
- Lucio San Pedro (1913–2002)
- Pierre Sancan (1916–2008)
- Giovanni Felice Sances (1600–1679)
- Thomas Sandberg (1967)
- Ab Sandbrink (1953)
- Herman Sandby (1881–1965)
- F. S. Sander (1760–1796)
- John Sanders (1933–2003)
- Luis Sandi (1905–1996)
- Hans Sandig (1914–1989)
- Pietro Giuseppe Sandoni (1685–1748)
- Pierre Sandrin (1490–1561)
- Jan Sandström (1954)
- Sven-David Sandström (1942–2019)
- Arild Sandvold (1895–1984)
- Eduardo Sánchez de Fuentes (1874–1944)
- Carlos Sanchez-Gutierrez (1964)
- Pietro Sanmartini (1636–1701)
- Carlo Giuseppe Sanromano (1630–1680)
- Francesco Sanrtoliquido (1883–1971)
- Tomas de Santa Maria (1510–1570)
- Francisco de Santiago (1578–1644)
- Prospero Santini (1591–1614)
- Lorenz Santorini (17??–1763)
- Claudio Santoro (1919–1989)
- Guido Santórsola (1904–1994)
- Joly Braga Santos (1924–1988)
- Luciano Xavier dos Santos (1734–1808)
- Ramon Pagayon Santos (1941)
- Rosendo Santos (1922–1994)
- Gaspar Sanz (1640–1710)
- Vasilij Sapelnikov (1967–1941)
- Pablo de Sarasate (1844–1908)
- Anibal Augusto Sardinha (1915–1955)
- Malcolm Sargent (1895–1967)
- Simon Sargon (1938)
- Ruben Sargsian (1945–2013)
- Jozsef Sari (1935)
- Salvatore Sarmiento (1817–1869)
- Domenico Natale Sarro (1679–1744)
- Giuseppe Sarti (1729–1802)
- David P. Sartor (1956)
- Antonio Sartorio (1630–1680)
- Gasparo Sartorio (1625–1680)
- László Sary (1940)
- Erik Satie (1866–1925)
- Somei Satoh (1947)
- Toshinao Satoh (1936–2002)
- Marc Satterwhite (1954)
- Emil von Sauer (1862–1942)
- Henri Sauguet (1901–1989)
- Narciso Saul (1957)
- Manuel Saumell Robredo (1817–1870)
- Rebecca Saunders (1967)
- Emile Sauret (1852–1920)
- Giuseppe Savagnone (1902–1984)
- Marie-Emmanuel-Augustin Savard (1861–1842)
- Jerome Savari (1819–1870)
- Alexander Savine (1881–1949)
- Alberto Savinio (1891–1956)
- Isaias Savio (1902–1977)
- Johann Baptist Savio (17??–17??)
- Mario Savioni (1608–1685)
- Marian Sawa (1937–2005)
- Georg Wilhelm Diedrich Saxer (1680–1740)
- Ahmet Adnan Saygun (1907–1991)
- Bruce Saylor (1946)
- Friedrich Ernst Sayn-Wittgenstein-Berleburg (1837–1915)

## Sc
- Pierre Scaeffer (1910–1995)
- Paolo Scalabrini (1713–1806)
- Antonio Scandello (1517–1580)
- Ioan Scarlatescu (1872–1922)
- Alessandro Scarlatti (1660–1725)
- Domenico Scarlatti (1685–1757)
- Francesco Scarlatti (1666–1757)
- Giuseppe Scarlatti (1723–1777)
- Pietro Filippo Scarlatti (1679–1750)
- Anthony Louis Scarmolin (1890–1969)
- Giacinto Scelsi (1905–1988)
- Valdo Sciammarella (1924–2014)
- Salvatore Sciarrino (1947)
- Patrice Sciortino (1922–2022)
- Gregorio Sciroli (1722–1781)
- Stefano Scodanibbio (1956–2012)
- Giuseppe Scolari (1720–1774)
- Antonio Scontrino (1850–1922)
- Cyril Scott (1879–1970)
- Stephen Scott (1944–2021)
- Tom Scott (1912–1961)
- Alfred Scott-Gatty (1847–1918)
- Peter Sculthorpe (1929–2014)
- Andreas Scutta (1806–1863)

## Se
- Humphrey Searle (1915–1982)
- Giovanni Sebenico (1640–1705)
- Antonio Secchi (1761–1833)
- Karl Siegmund Seckendorff (1744–1785)
- Shalem Secunda (1894–1974)
- Bohuslav Sedláček (1928)
- Jan Antonín Sedláček (1728–1805)
- Miloš Sedmidubský (1924–1995)
- Seedo (~1700–1754)
- Josef Seger (1716–1782)
- Leif Segerstam (1944–2024)
- Julio Segni (1498–1561)
- Andres Segovia (1893–1987)
- Compay Segundo (1907–2003)
- Hilda Sehested (1858–1936)
- Erich Sehlbach (1898–1985)
- Josef Antonín Sehling (1710–1756)
- Simon Sechter (1788–1867)
- Matyas Seiber (1905–1960)
- Friedrich Ludwig Seidel (1765–1831)
- Jan Seidel (1908–1998)
- Jindřich Seidl (1883–1945)
- Isidor Seiss (1840–1905)
- Charlotte Seither (1965)
- José António Carlos de Seixas (1704–1742)
- Emmanuel Sejourne (1961)
- Bernhard Sekles (1872–1934)
- Anton Selecký (1909–1985)
- Robert Leigh Selig (1939–1984)
- Hippolyte Prosper Seligmann (1817–1882)
- Thomas Selle (1599–1663)
- Giuseppe Sellitto (1700–1777)
- Bartolomé de Selma y Salaverde (1580–1640)
- György Selmeczi (1952)
- Johan Peter Selmer (1844–1910)
- Rito Selvaggi (1898–1972)
- Théophile Semet (1824–1888)
- Alexander Semmler (1900–1977)
- Jean Baptiste Senaille (1687–1730)
- Ronald Senator (1926)
- Ludwig Senfl (1486–1543)
- Johanna Senfter (1879–1961)
- Vladimir Alexejevič Senilov (1875–1918)
- Peter Sensier (1918–1977)
- Zsolt Serei (1954)
- Giovanni Battista Serini (1724–?)
- Lajos Serly (1855–1939)
- Tibor Serly (1901–1978)
- Claudin de Sermisy (1490–1562)
- Alexandr Nikolajevič Serov (1820–1871)
- Valentina S. Serova (1846–1924)
- Gaston Serpette (1846–1904)
- Joaquim Serra (1907–1957)
- José Serrano (1873–1941)
- Emilio Serrano y Ruiz (1850–1939)
- Paolo Serrao (1830–1907)
- Adrien Francois Servais (1807–1866)
- Francois Mathieu Servais (1847–1901)
- Roger Sessions (1896–1985)
- Giacomo Setaccioli (1868–1925)
- Mordecai Seter (1916–1994)
- Déodat de Séverac (1872–1921)
- Giulio Severino (15??–1602)
- Franz Seydelmann (1748–1806)
- Ernst Seyffardt (1859–1942)
- Ignaz von Seyfried (1776–1841)
- William Seymer (1890–1964)
- John Laurence Seymour (1893–1986)

## Sg–Sh
- Giovanni Sgambati (1841–1914)
- Ravi Shankar (1920)
- Ralph Shapey (1921–2002)
- Gerald M. Shapiro (1942)
- Vache Sharafyan (1966)
- Judith Shatin (1949)
- Geoffrey Shaw (1879–1943)
- Martin Shaw (1875–1958)
- Thomas Shaw (1760–1830)
- Allen Shawn (1948)
- Aziz Shawwan (1916–1993)
- William Shelbye (15??–1584)
- Harry Rowe Shelley (1858–1947)
- Hsueh-Yung Shen (1952)
- Bright Sheng (1955)
- Richard Shephard (1949)
- John Sheppard (1515–1558)
- Charles Shere (1935)
- Noam Sheriff (1935–2018)
- Gordon Sherwood (1929)
- Sheryngham (14??–15??)
- Minao Shibata (1916–1996)
- William Shield (1748–1829)
- Alice Shields (1943)
- Seymour Shifrin (1926–1979)
- Kunsu Shim (1958)
- Osamu Shimizu (1911–1986)
- Makoto Shinohara (1931)
- Francesco Shira (1808–1883)
- Nerses Shnorhali (1098–1173)
- Michael Shrieve (1949)
- Marilyn Shrude (1946)
- Leo Shuken (1906–1976)
- Alan Shulman (1915–2002)

## Sch
- Asbjorn Schaathun (1961)
- Benedikt Schack (1758–1826)
- Carl Schadewitz (1887–1945)
- Theodor Schaefer (1904–1969)
- Pierre Schaeffer (1910–1995)
- Hans Schaeuble (1906–1988)
- Murray Schafer (1933)
- Raymond Murray Schafer (1933)
- August Schäfer (1814–1879)
- František Schäfer (1905–1966)
- Boguslaw Schäffer (1929)
- Christoph Schaffrath (1709–1763)
- Theodor Schacht (1748–1823)
- Heinrich Schalit (1886–1976)
- Claus Nielsen Schall (1757–1835)
- Hans Schanderl (1960)
- August Scharrer (1866–1936)
- Philipp Scharwenka (1847–1917)
- Xaver Scharwenka (1850–1924)
- Peter Schat (1935–2003)
- David Schedlich (1607–1687)
- Johann Adolph Scheibe (1708–1776)
- David Scheidemann (1629–1629)
- Heinrich Scheidemann (1595–1663)
- Christian Gottlieb Scheidler (1752–1815)
- Samuel Scheidt (1587–1654)
- Johann Hermann Schein (1586–1630)
- Paul Scheinpflug (1875–1776)
- Josef Schelb (1894–1977)
- Johann Schelle (1648–1701)
- Michael Schelle (1950)
- Ernest Schelling (1876–1939)
- Georg Christian Schemelli (1676–1762)
- Johannes Schenck (1660–1712)
- Peter Petrovič Schenck (1870–1915)
- Johann Baptist Schenk (1753–1836)
- Friedrich Schenker (1943)
- Sebastian Anton Scherer (1631–1712)
- Vladimír Scheufler (1922–1995)
- Gaetano Maria Schiassi (1698–1754)
- Armin Schibler (1920–1986)
- Peter Schickele (1935–2024)
- Johann Christian Schickhardt (1680–1762)
- León Schidlowsky (1934)
- Johann Baptist Schiedermayer (1779–1840)
- Johann Christian Schieferdecker (1679–1762)
- Poul Schierbeck (1888–1949)
- David Schiff (1945)
- Johann Paul Schiffelholtz (1680–1757)
- Harold Schiffman (1928)
- Ernst Schiffmann (1901–1980)
- Lalo Schifrin (1932)
- Melchior Schildt (1592–1667)
- Hans Ludwig Schilling (1927)
- Max von Schillings (1868–1933)
- Georg Schimmelpfennig (1582–1637)
- Adolf Schimon (1820–1887)
- Louis Schindelmeisser (1811–1864)
- Allan Schindler (1944)
- Poul Christian Schindler (1648–1740)
- Iris ter Schiphorst (1956)
- Francesco Schira (1809–1883)
- Alfredo Schiuna (1895–1963)
- Grhard Schjelderup (1859–1933)
- Hans Schläger (1820–1885)
- Steffen Schleiermacher (1960)
- Arnolt Schlick (1460–1521)
- Benoit Schlosberg (1954)
- Louis Schlösser (1800–1886)
- Louis Schlottmann (1826–1905)
- Tillo Schlunck (1927)
- Johann Heinrich Schmelzer (1620–1680)
- Georg Schmezer (1642–1697)
- Bernhard Schmid (1535–1592)
- Heinrich Kaspar Schmid (1874–1953)
- Johann Michael Schmid (1720–1792)
- Franz Schmidt (1874–1939)
- Gustav Schmidt (1816–1882)
- Harvey Schmidt (1929)
- Christfried Schmidt (1932)
- Johann Christoph Schmidt (1664–1728)
- Johann Philipp Samuel Schmidt (1779–1853)
- Ole Schmidt (1928–2010)
- Hans Schmidt-Issersted (1900–1973)
- Thomas Schmidt-Kowalski (1949)
- Aloys Schmitt (1788–1866)
- Florent Schmitt (1870–1958)
- Joseph Schmitt (1734–1791)
- Joseph Aloys Schmittbaur (1718–1809)
- Siegfried Schmoedt (1756–1799)
- Joseph Ignaz Schnabel (1767–1831)
- Dieter Schnebel (1930)
- Jan Schneeweis (1904–1995)
- Enjott Schneider (1950)
- Georg Abraham Schneider (1770–1839)
- Julius Schneider (1805–1885)
- Mikuláš Schneider-Trnavský (1981–1958)
- Nathanael Schnittelbach (1633–1667)
- Alfred Garrijevič Schnittke (1934–1998)
- Franz Xaver Schnitzer (1740–1785)
- Daniel Schnyder (1961)
- Xaver Schnyder von Wartensee (1786–1868)
- Franz Schoberlechner (1797–1843)
- Johann Schobert (1735–1767)
- Johann Schobert (1735–1767)
- Gary Schocker (1959)
- Othmar Schoeck (1886–1957)
- Maurice Schoemaker (1890–1964)
- Arnold Schoenberg (1874–1951)
- Henry Schoenefeld (1857–1936)
- Paul Schoenfield (1947)
- Peter Scholes (1957)
- Robert Schollum (1913–1987)
- Bernhard E. Scholz (1835–1916)
- Eduard Schön (1825–1879)
- Dieter Schönbach (1931)
- Arnold Schönberg (1874–1951)
- Stig Gustav Schönberg (1933)
- Johann Philipp Schönfeld (1742–1790)
- Max Schönherr (1903–1984)
- Ruth Schönthal (1924–2006)
- Paul Schoop (1909–1976)
- Johann Schop (1590–1667)
- Hans Schouwman (1902–1967)
- Mogens Schrader (1894–1934)
- Franz Schreker (1878–1934)
- Hanning Schröder (1896–1987)
- Karl Schröder (1848–1935)
- Rudolf Alexander Schröder (1878–1962)
- Carl Schroeder (1982)
- Hermann Schroeder (1904–1984)
- Leonhard Schroeter (1532–1601)
- Corona Schröter (1751–1802)
- Buren Schryock (1881–1974)
- Jacob Schuback (1726–1784)
- Johann Lukas Schubaur (1749–1815)
- Francois Schubert (1808–1878)
- Franz Schubert (1797–1828)
- Franz Anton Schubert (1768–1824)
- Johann Friedrich Schubert (1770–1811)
- Edmund Schuecker (1860–1911)
- Ervín Schulhoff (1894–1942)
- Gunther Schuller (1925)
- Svend Schultz (1913–1998)
- Heinrich Schultz-Beuthen (1838–1915)
- Norbert Schultze (1911–2002)
- Johann Abraham Peter Schulz (1747–1800)
- Theodor Schulz (1875–1945)
- Adolf Schulz-Evler (1854–1905)
- Michael J. Schumacher (1961)
- William Schuman (1910–1992)
- Camillo Schumann (1872–1946)
- Clara Schumannová (1819–1896)
- Robert Schumann (1810–1856)
- Walter Schumann (1913–1958)
- Ludwig Schuncke (1810–1834)
- Johann Georg Schürer (1720–1786)
- Gerard Schurmann (1924)
- Georg Gaspar Schürmann (1672–1751)
- Gerard Schürmann (1924)
- Bernhard Schuster (1870–1934)
- Ignaz Schuster (1779–1835)
- Joseph Schuster (1748–1812)
- Eduard Schütt (1856–1933)
- Gabriel Schütz (1633–1710)
- Heinrich Schütz (1585–1672)
- Nicolaas Schuyt (1922–1992)
- Kurt Schwaen (1909–2007)
- Johann Gottfried Schwanenberger (1737–1804)
- Joseph Schwantner (1943)
- Elliott Schwartz (1936)
- Francis Schwartz (1940)
- Ira Paul Schwartz (1922–2006)
- Theodor Schwartzkopff (1659–1732)
- Reinhard Schwarz-Schilling (1904–1985)
- Margarete Schweikert (1887–1957)
- Casimir Schweilsperg (1668–1772)
- Anton Schweitzer (1735–1787)
- Christian Friedrich Gottlieb Schwencke (1767–1822)
- Kurt Schwertsik (1935)
- Friedrich Schwindl (1737–1786)
- Ludvig Schytte (1848–1909)

## Si
- Jean Sibelius (1865–1957)
- Erik Siboni (1828–1892)
- Jaroslav Síč (1908–1993)
- Nikolaj Nikolajevič Sidelnikov (1930–1992)
- Mikko Sidoroff (1985)
- Martindale Sidwell (1916–1998)
- Malachias Siebenhaar (1616–1685)
- Ferdinand Sieber (1822–1895)
- Wilhelm Dieter Siebert (1931)
- Paul Siefert (1586–1666)
- Wayne Siegel (1953)
- Elie Siegmeister (1909–1991)
- Roberto Sierra (1953)
- Thorkell Sigurbjörnsson (1938)
- Botho Sigwart (1884–1915)
- Fridolin Sicher (1490–1546)
- Albert Siklós (1878–1942)
- Tomasz Sikorski (1939)
- Lao Silesu (1883–1953)
- Friedrich Silcher (1789–1860)
- Ann Silsbee (1939–2003)
- Andreas de Silva (1475–15??)
- Francisco Manuel da Silva (1795–1865)
- Joao Crdeiro da Silva (1735–1807)
- Oscar da Silva (1870–1958)
- Pattapio Silva (1881–1907)
- Charles Silver (1868–1949)
- Sheila Silver (1946)
- Faye-Ellen Silverman (1947)
- Constantin Silvestri (1913–1969)
- Valentin Silvestrov (1935)
- Thomas Simaku (1958)
- William Simmes (~1575–~1625)
- Art-Oliver Simon (1966)
- James Simon (1880–1944)
- Ladislav Simon (1929)
- Jean-Marie Simonis (1931)
- Rudolph Simonsen (1889–1947)
- Christopher Simpson (1605–1669)
- Robert Simpson (1921–1997)
- Thomas Simpson (~1582–~1628)
- Christian Sinding (1856–1941)
- JeanBaptiste Singelée (1812–1875)
- Alvin Singleton (1940)
- Francesco Sinico (1810–1865)
- Giuseppe Sinico (1836–1907)
- Helmer-Rayner Sinisalo (1920–1989)
- Kuldar Sink (1942–1995)
- Giuseppe Sinopoli (1946–2001)
- Giulio Cesare Sinzogno (1906–1976)
- Emanuel Siprutini (1730–1790)
- Kresimir Sipus (1930)
- José Siqueira (1907–1985)
- Mark Sirett (1952)
- Maddalena Laura Sirmen (1745–1818)
- Bozidar Sirola (1889–1956)
- Urmas Sisask (1960)
- Larry Sitsky (1934)
- Jan Hanuš Sitt (1850–1922)
- Niklas Sivelöv (1968)
- Kenneth Sivertsen (1961–2006)
- Pavel Sivič (1908–1995)
- Camillo Sivori (1815–1894)
- Johann Abraham Sixt (1757–1797)
- Jan Sixt z Lerchenfelsu (~ 1555–1629)

## Sj–Sl
- Emil Sjögren (1853–1918)
- Nikos Skalkottas (1904–1949)
- Howard Skempton (1947)
- Charles Sanford Skilton (1868–1941)
- Frank Skinner (1897–1968)
- George Sklavos (1888–1976)
- Mattias Sköld (1976)
- Sven Sköld (1899–1956)
- Yngve Sköld (1899–1992)
- Synne Skouen (1950)
- Alexandr Nikolajevič Skrjabin (1872–1915)
- Julian Alexandrovič Skrjabin (1908–1919)
- Stanislaw Skrowaczewski (1923)
- Bettina Skrzypczak (1962)
- František Zdeněk Skuherský (1830–1892)
- Adolfs Skulte (1909–2000)
- Bruno Skulte (1905–1976)
- Ferdinand Sládek (1872–1943)
- Ivor Slaney (1921–1998)
- Gordon Archbold Slater (1896–1979)
- Klement Slavický (1910–1999)
- Milan Slavický (1947–2009)
- Josef Slavík (1806–1833)
- Thomas Sleeper (1956)
- Yngve Slettholm (1955)
- Pavel Slezák (1941)
- Jan Slimáček (1939)
- Milan Slimáček (1936)
- A. Baldwin Sloane (1872–1925)
- Bjarne Slogedal (1927)
- Sergej Michajlovič Slonimskij (1932)
- Luboš Sluka (1828)

## Sm
- Haskell Small (1948)
- Antonio Smareglia (1854–1929)
- Henry Thomas Smart (1813–1879)
- Miloš Smatek (1895–1974)
- Richard Smert (1400–1479)
- Bedřich Smetana (1824–1884)
- Dmitrj Nikolajevič Smirnov (1948)
- Leo Smit (1921–1999)
- Alice Mary Smith (1839–1884)
- Andrew Smith (1970)
- David Stanley Smith (1877–1949)
- Hale Smith (1925–2009)
- John Christopher Smith (1712–1795)
- John Stafford Smith (1750–1836)
- Julia Smith (1911–1989)
- Larry Alan Smith (1955)
- Leland Smith (1925–2010)
- Robert W. Smith (1958)
- Sydney Smith (1839–1889)
- Reginald Smith Brindle (1917–2003)
- Jaroslav Smolka (1933)
- Martin Smolka (1959)
- Dina Smorgonsky (1947)
- Josef Blažej Smrček (1751–1799)
- Daniel Smutny (1976)
- Jiří Smutný (1932)
- Ethel Smyth (1858–1944)

## Sn–So
- Jitka Snížková (1924–1989)
- Valentine Snow (1700–1770)
- Jan Sobek (1831–1914)
- Eduard Sobolewski (1804–1872)
- Matei Socor (1908–1980)
- Ragnar Söderlind (1945)
- Lille Bror Söderlundh (1912–1957)
- August Söderman (1832–1876)
- Cesare Sodero (1886–1947)
- Gunno Sodersten (1920–1998)
- Charles Sodi (1715–1788)
- Karel Sodomka (1929–1988)
- Alfredo Sofredini (1854–1923)
- Pasquale Sogner (1793–1842)
- Tommasso Sogner (1762–1821)
- Matěj Sojka (1740–1817)
- Vicente Emilio Sojo (1887–1974)
- Pjotr Petrovič Sokaljskij (1832–1887)
- Miloš Sokola (1913–1976)
- Nikolaj Alexandrovič Sokolov (1859–1922)
- Ana Sokolovič (1958)
- Michail Metvějevič Sokolovskij (1756–~1798)
- Antoni Sokulski (1771–1855)
- Leif Solberg (1914)
- Antonio Soler (1729–1783)
- Josep Soler (1935)
- Temistocle Solera (1815–1878)
- Jean-Pierre Solié (1755–1812)
- Carlo Evasio Soliva (1792–1851)
- Edward Solomon (1855–1895)
- Nikolaj Feopemptovič Solovjev (1846–1916)
- Vasilij Pavlovič Solovjov-Sjedoj (1907–1979)
- Mieczyslaw Soltys (1863–1929)
- Harry Stuart Somers (1925–1999)
- Paul Mack Somers (1942)
- Arthur Somervell (1863–1937)
- Lukáš Sommer (1984)
- Vladimír Sommer (1921–1997)
- Oistein Sommerfeldt (1919–1994)
- Henning Sommerro (1952)
- Stephen Sondheim (1930)
- Ahti Sonninen (1914–1984)
- Maj Sonstevold (1917–1996)
- Elizabeth Sophie (1613–1676)
- Jozsef Soproni (1930)
- Fernando Sor (1778–1839)
- Kaikhosru Shapurji Sorabji (1892–1988)
- Bent Sorensen (1958)
- Torsten Sörenson (1908–1992)
- Alberto Soresina (1911–2007)
- Erich Robert Sorge (1933–2002)
- Francesco Soriano (1548–1621)
- Caroline Walla Sorlie (1887–1953)
- Alfred Sormann (1861–1913)
- Pablo Sorozábal (1897–1988)
- Czeslaw Sosnowski (1869–1916)
- Francisco Soto de Langa (1534–1619)
- Etienne-Joseph Soubre (1813–1871)
- František Souček (1880–1952)
- Jindřich Souček (1863–1940)
- Josef Věnceslav Soukup (1819–1882)
- Vladimír Soukup (1930–2012)
- Carolus Souliaert (~1500–~1540)
- Andre Souris (1899–1970)
- John Philip Sousa (1854–1932)
- Leroy Southers (1941–2003)
- Reveriano Soutullo (1884–1932)
- Leo Sowerby (1895–1968)
- Wojciech Sowinski (1805–1880)

## Sp–Sq
- Antonio Emmanuilovič Spadavecchia (1907–1988)
- Heinrich Spangeberg (1861–1825)
- Franz Erasmus Spannheimer (1946)
- Philip Sparke (1951)
- Božidar Spassov (1949)
- Andreas Spath (1790–1876)
- János Spech (1767–1836)
- Timothy Spelman (1891–1970)
- Alexandr Afanasjevič Spendiarjan (1871–1928)
- Giovanni Antonio Speranza (1811–1850)
- Johannes Matthias Sperger (1750–1812)
- Ignazio Spergher (1734–1808)
- Francesco Spetrino (1857–1948)
- František Spilka (1877–1960)
- Alessandro Spinazzari (16??–16??)
- Stanislaus Spindler (1763–1819)
- Nicola Spinelli (1865–1909)
- Michal Spisak (1914–1965)
- Alexander Spitzmüller (1894–1962)
- Michael Spivakovsky (1919–1983)
- Reginald Spofforth (1770–1827)
- Louis Spohr (1784–1859)
- Miša Spoljanski (1898–1985)
- Pavel Jistebnický Spongopeus (~1550–1619)
- Gaspare Spontini (1774–1851)
- Marc'Antonio Sportonio (1631–1680)
- Lewis Spratlan (1940)
- Rudi Spring (1962)
- Norbert Sprongl (1892–1983)
- William Henry Squire (1871–1963)

## Sr–St
- Nichlas Sraggins (16??–1700)
- Alojz Srebotnjak (1931)
- Jiří Srnka (1907–1982)
- Miroslav Srnka (1975)
- Rene Staar (1951)
- Annibale Stabile (1535–1595)
- Matthias Stabinger (1750–1815)
- Gerhard Stäbler (1949)
- Johann Staden (1581–1634)
- Sigmund Theophil Staden (1607–1655)
- Abbe Maximilian Stadler (1748–1833)
- Alexandre Stadtfeld (1826–1853)
- Edward Staempfli (1908–2002)
- Alexej Stachowitsch (1918)
- John Stainer (1840–1901)
- Patty Stair (1869–1926)
- Joseph Franz Stalder (1725–1765)
- Jostein Stalheim (1960)
- Antonín Stamic (1687–1765)
- Jan Václav Stamic (1717–1757)
- Karel Stamic (1745–1801)
- Ladislav Stanček (1898–1979)
- Alexej Vladimirovič Stančinskij (1888–1914)
- Patric Standford (1939)
- Johann Standfuss (17??–~1760)
- Charles Villiers Stanford (1852–1924)
- Josef Stanislav (1897–1971)
- Blažena Staňková (1888–1974)
- Jevgenij Stankovič (1942)
- John Stanley (1712–1786)
- Samuel Stanley (1767–1822)
- Arno Starck (1886–1960)
- Felix Starczewski (1868–1845)
- Robert Starer (1924–2001)
- Michail Leonidovič Starokadomskij (1901–1954)
- Josef Starzer (~1725–1787)
- Ludwig Stasny (1823–1883)
- Roman Statkowski (1860–1825)
- Christoph Staude (1965)
- Bernhard Stavenhagen (1862–1914)
- Christopher Steel (1938–1991)
- Jan Stefani (1746–1829)
- Józef Stefani (1800–1867)
- Agostino Steffani (1654–1728)
- Johann Steffens (1560–1616)
- Walter Steffens (1934)
- Aage Steffensen (1882–1954)
- Carl David Stegmann (1751–1826)
- Matthäus Stegmayer (1771–1820)
- Daniel Gottlied Steibelt (1765–1823)
- Scott Steidl (1956)
- Rand Steiger (1957)
- Leon Stein (1910–2002)
- Max Steiner (1888–1971)
- Victor Steinhardt (1943)
- Léon Stekke (1904–1970)
- Scipione Stella (1558–1622)
- Jordan Stenbeg (1947)
- Carl Stenborg (1752–1813)
- Wolfgang Stendel (1943)
- Wilhelm Stenhammar (1871–1927)
- Aro Stepanian (1897–1966)
- Lev Borisovič Stepanov (1908–1971)
- Rudi Stephan (1887–1915)
- George Stephanescu (1843–1925)
- Allan Stephenson (1949)
- Roger Steptoe (1953)
- Norbert Sterk (1968)
- Johann Franz Xaver Sterkel (1750–1817)
- Adam Stern (1955)
- Robert Stern (1934)
- Erich Walter Sternberg (1891–1974)
- Daniel Sternfeld (1905–1986)
- Jiří Sternwald (1910–2007)
- Eduard Steuermann (1892–1964)
- Donald Steven (1945)
- Bernard Stevens (1916–1983)
- Halsey Stevens (1908–1989)
- John Stevens (1951)
- Richard John Samuel Stevens (1757–1837)
- Thomas Stevens (1938)
- John Stevenson (1761–1833)
- Ronald Stevenson (1928)
- Humphrey John Stewart (1856–1932)
- Robert Stewart (1918)
- Heinrich Stiehl (1829–1886)
- Alfred Stier (1880–1967)
- Václav Stich (1746–1803)
- Robert Still (1910–1971)
- William Grant Still (1895–1978)
- Mitja Stillman (1892–1936)
- Johann Stobaeus (1580–1646)
- David Stock (1939)
- Karlheinz Stockhausen (1928–2007)
- Bartholomaeus Stockmann (?–~1590)
- Wolfgang Stockmeier (1931)
- Gustave Stoeckel (1819–1907)
- Albert Stoessel (1894–1943)
- Paul Stoeving (1861–1948)
- Richard Stöhr (1874–1967)
- Veselín Stojanov (1902–1969)
- Peter Lazar Stojanovič (1877–1957)
- Sigismond Stojowski (1869–1946)
- Johannes de Stokem (1445–1501)
- Richard Stoker (1938)
- Eric Stokes (1930–1999)
- Leopold Stokowski (1882–1977)
- Thomas Stöltzer (1480–1526)
- Robert Stolz (1880–1975)
- Gottfried Heinrich Stolzel (1690–1749)
- Thomas Stolzer (1480–1526)
- Carl Stone (1953)
- Robert Stone (1516–1613)
- Nathaniel Stookey (1970)
- Carl Stör (1814–1889)
- Bernardo Storace (1637–1707)
- Stephen Storace (1762–1796)
- John Storer (1858–1930)
- M. Anton Storch (1813–1888)
- Johann Georg Christian Störl (1675–1719)
- Alessandro Stradella (1639–1682)
- Jeep Straesser (1934)
- Josef Straka (1874–1951)
- Maurice Strakoš (1825–1887)
- Ignace Strasfogel (1909–1994)
- Robert Strassburg (1915–2003)
- Rudolf Straube (1717–1780)
- Oscar Straus (1870–1954)
- Eduard Strauss/Strauß (1835–1916)
- Franz Joseph Strauss (1822–1905)
- Isaac Strauss (1806–1888)
- Johann Eduard Strauss (1866–1939)
- Josef Strauss (1827–1870)
- Richard Strauss (1864–1949)
- Johann Strauss mladší (1825–1899)
- Johann Strauss starší (1804–1849)
- Igor Fjodorovič Stravinskij (1882–1971)
- Soulima Stravinsky (1910–1994)
- Matthias Strebinger (1807–1874)
- Heinrich Strecker (1893–1964)
- Tison Street (1943)
- Jiří Strejc (1932)
- Nikolaj Strelnikov (1888–1939)
- Jules Strens (1892–1971)
- Augustin Reinhard Stricker (16??–1720)
- Lily Strickland (1887–1958)
- Kurt Striegler (1886–1958)
- Alessandro Striggio (1540–1592)
- Nick Strimple (1946)
- Lamar Edwin Stringfield (1897–1959)
- Karel Strnad (1853–1922)
- Jiří Strniště (1914–1991)
- Aurel Stroe (1932)
- Alois Strohmayer (1822–1890)
- George Templeton Strong (1856–1948)
- Barbara Strozziová (1619–1664)
- Gregorio Strozzi (1615–1687)
- Piero Strozzi (1550–1609)
- Gustav Strube (1867–1953)
- Nicolaus Adam Strungk (1640–1700)
- Lesloe Stuart (1864–1928)
- Jean-Baptiste Stuck (1680–1755)
- Frank van der Stucken (1858–1929)
- Steven Stucky (1949)
- Joachim Stučevskij (1891–1982)
- Piotr Studzinski (1826–1869)
- Igor Stuhec (1932)
- Jaroslav Stuka (1883–1968)
- Joseph Hartmann Stuntz (1793–1859)
- Johann Jakob Stupan von Ehrehstein (1664–1739)
- Nicolas Sturgeon (~1400–1454)
- Richard Sturzenegger (1905–1976)

## Su
- Morton Subotnick (1933)
- Norman Charles Suckling (1904–1994)
- Stanislav Suda (1865–1931)
- Joseph Suder (1892–1980)
- Miklos Sugár (1952)
- Rezsö Sugár (1919–1988)
- Isotaro Sugata (1907–1952)
- Haseo Sughiyama (1889–1952)
- Eugen Suchoň (1908–1993)
- František Suchý (1891) (1891–1973)
- František Suchý (1902) (1902–1977)
- Václav Suk (1861–1933)
- Josef Suk mladší (1929–2011)
- Josef Suk starší (1874–1935)
- Arthur Sullivan (1842–1900)
- Sultan Abdülaziz (1830–1876)
- Imre Sulyok (1912–2008)
- Salomon Sulzer (1804–1890)
- Richard Sumarte (15??–1630)
- Lepo Sumera (1950–2000)
- Herbert Sumsion (1899–1995)
- Helge Havsgard Sunde (1965)
- Franz von Suppé (1819–1895)
- Nano Suratno (1944)
- Morris Surdin (1914–1979)
- Carlos Surinach (1915–1997)
- Stefan Surzynski (1855–1919)
- Conrad Susa (1935)
- Tielman Susato (1510–1570)
- Hans Walter Süsskind (1913–1980)
- Franz Xaver Süssmayr (1766–1803)
- Robert Suter (1919–2008)
- Heinrich Sutermeister (1910–1995)
- Margaret Sutherland (1897–1984)

## Sv–Sz
- Danilo Svara (1902–1981)
- Sveinbjorn Sveinbjornsson (1847–1926)
- Atli Heimir Sveinsson (1938)
- Gunnar Reynir Sveinsson (1933)
- Johan Svendsen (1840–1911)
- Jevgenij Fjodorovič Světlanov (1928–2002)
- Georgij Vasiljevič Sviridov (1915–1998)
- Hanuš Svoboda (1878–1964)
- Jiří Svoboda (1897–1970)
- Milan Svoboda (1951)
- Tomáš Svoboda (1939)
- Irwin Swack (1916–2006)
- Howard Swanson (1907–1978)
- Giles Swayne (1946)
- Jan Pieterszoon Sweelinck (1562–1621)
- Jules de Swert (1843–1891)
- Piet Swerts (1960)
- Jozef Swider (1930)
- Gottfried van Swieten (1733–1803)
- Richard Swift (1927–2003)
- Peter Swinnen (1965)
- William Jay Sydeman (1928)
- Pawel Sydor (1970)
- Hans Sydow (1968)
- Andrej Osipovič Sychra (1773–1850)
- Josef Cyril Sychra (1859–1935)
- James Syler (1961)
- Jules Sylvain (1900–1968)
- Norman Symonds (1920–1998)
- Béla Antal Szabados (1867–1936)
- Csaba Szabó (1936)
- Ferenc Szabó (1902–1969)
- Theodor Szántó (1877–1934)
- Zsigmond Szathmáry (1939)
- Endre Székely (1912–1989)
- István Szelényi (1904–1972)
- Tadeusz Szeligowski (1896–1963)
- Apolinary Szeluto (1884–1966)
- Tibor Szemzö (1955)
- Aladár Szendrei (1884–1976)
- Arpád Szendy (1863–1922)
- Elemér Szentirmay (1836–1908)
- István Szigeti (1952)
- Albert Szirmai (1880–1967)
- Sándor Szokolay (1931)
- András Szöllösy (1921–2007)
- Erzsébet Szönyi (1924)
- Felicjan Szopski (1865–1939)
- Josef Zygmunt Szulc (1875–1956)
- Balázs Szunyogh (1954–1999)
- Maria Szymanowska (1789–1831)
- Karol Szymanowski (1882–1937)
- Pavel Szymanski (1954)